# Vilaflor
Vilaflor, nazývané také Vilaflor de Chasna, je jednou z 31 obcí na španělském ostrově Tenerife na Kanárských ostrovech. Nachází se na jihu ostrova, sousedí s municipalitami Arona, La Orotava, Adeje, Granadilla de Abona a San Miguel de Abona. Její rozloha je 56,26 km², v roce 2020 měla obec 1 667 obyvatel (nejmenší obec na ostrově co do počtu obyvatel). Jedná se o jednu ze 3 obcí na ostrově, které neleží na pobřeží. Je součást comarcy Abona.

## Významní rodáci
- Pedro de Betancur (1626 – 1667), františkánský mnich, svatý a misionář v Guatemale.

## Přírodní zajímavosti
Nacházejí se zde nejvyšší a nejširší stromy celých Kanárských ostrovů, kterými jsou borovice kanárské Pino Gordo a Pino de las dos Pernadas, které jsou zakomponované v erbu Vilaflor. Nejvýše položená část obce se nachází v přírodním parku Parque natural de la Corona Forestal a v okrajové části Národního parku Teide.

## Další fotografie

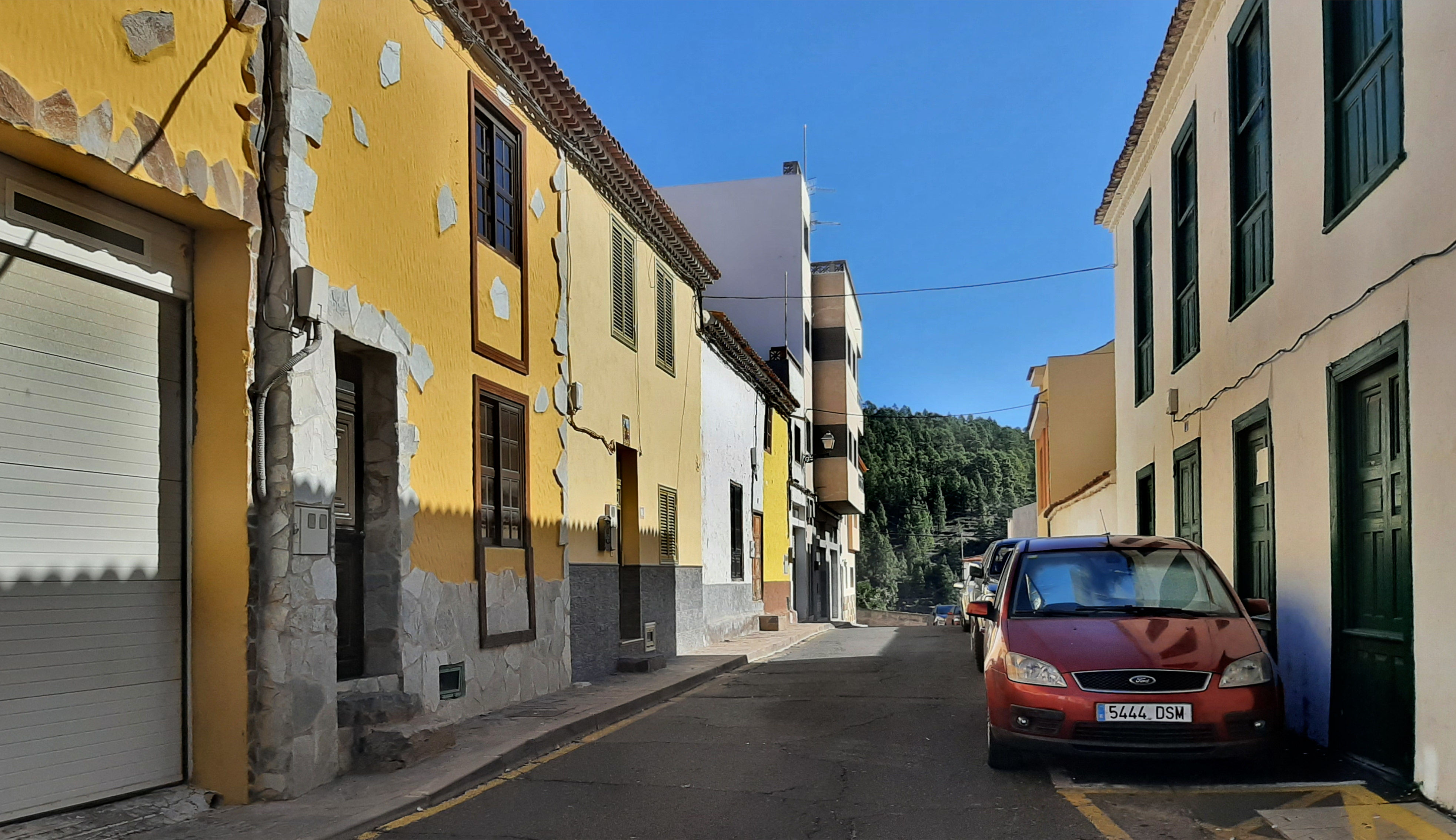
Ulice Calle Guatemala
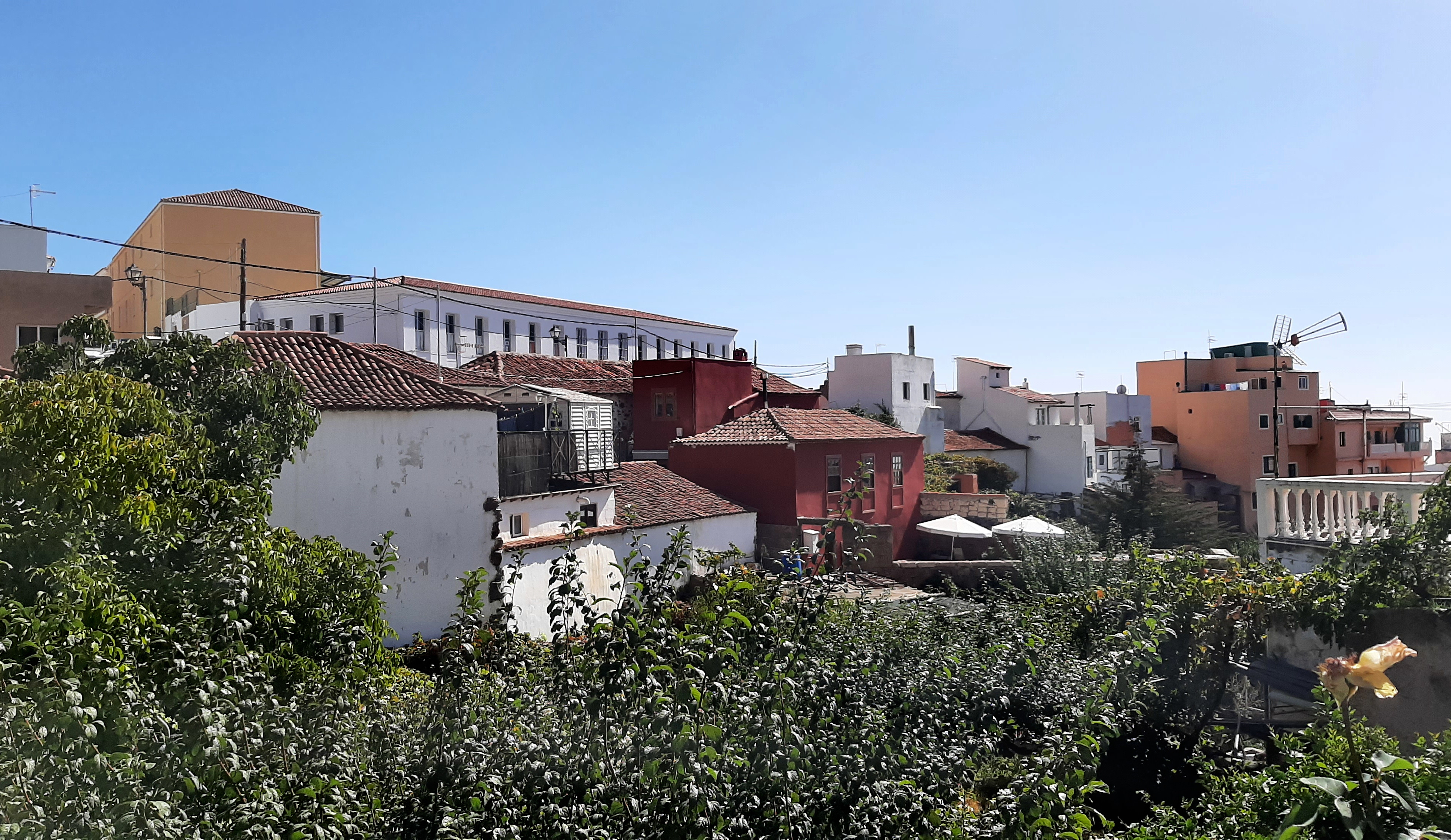
Jižní část obce
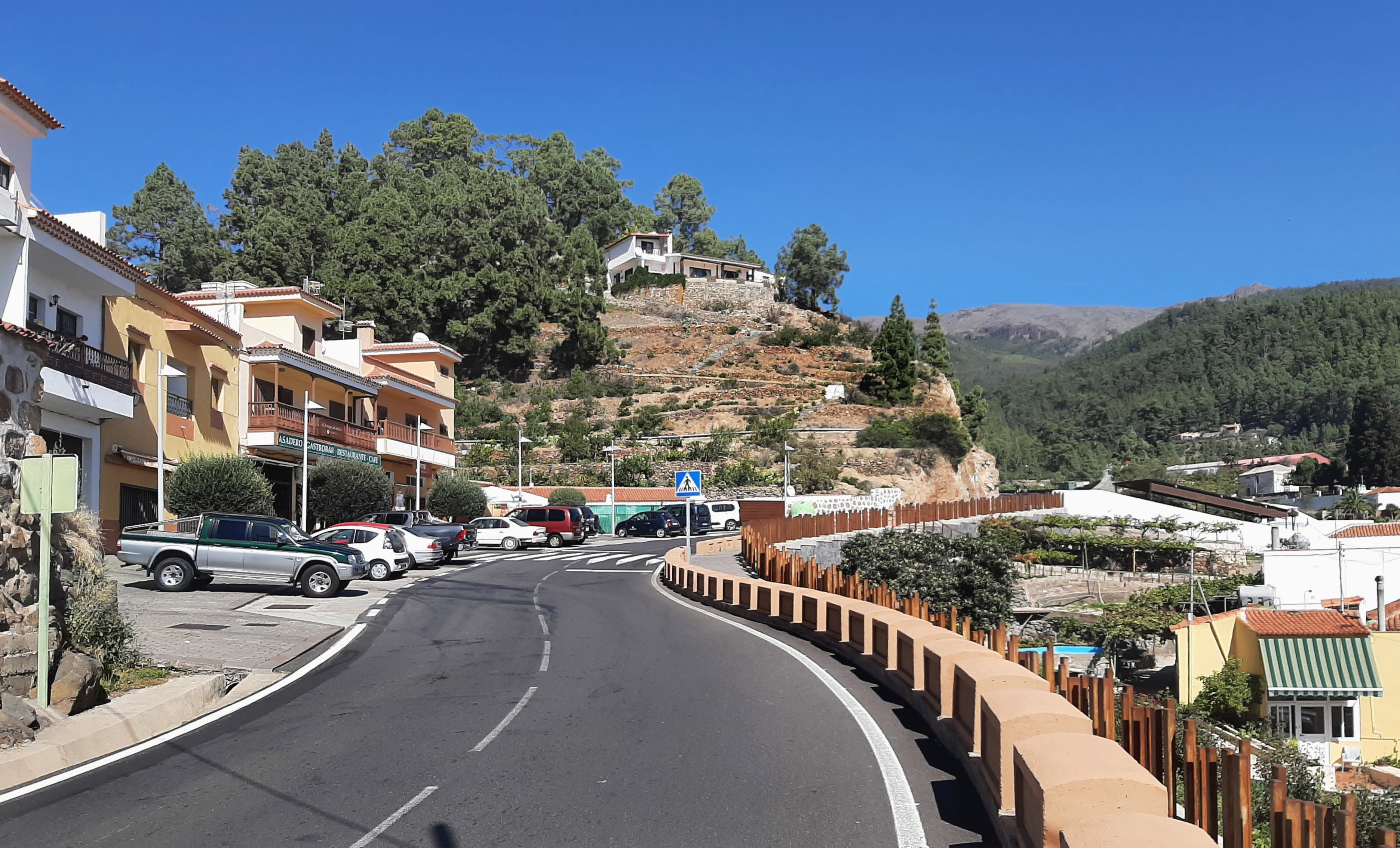
Hlavní silnice TF-21
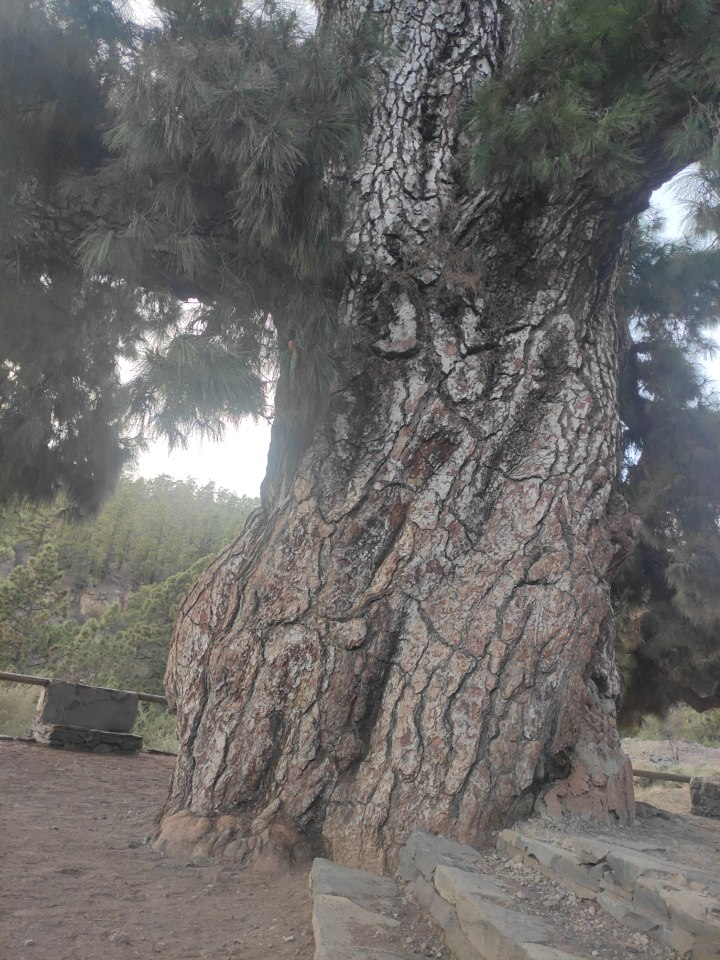
Pino Gordo